# Copa do Uruguai de Futebol de 2025
A Copa do Uruguai de 2025 ou Copa AUF Uruguay 2025 será a quarta edição da competição organizada pela Associação Uruguaia de Futebol (AUF), reunindo equipes de todas as divisões do futebol uruguaio, além de clubes oriundos da Organização do Futebol do Interior (OIF).
A expectativa é que a competição comece com os confrontos de 16-avos de final nos primeiros dias de agosto, com jogos programados para ocorrer entre terça-feira, 8, e quinta-feira, 10, nessa fase inaugural. A final, por sua vez, está projetada para meados de novembro.
Pela primeira vez, a Copa do Uruguai — conquistada até aqui exclusivamente pelo Defensor Sporting em suas três edições anteriores — concederá ao campeão uma vaga em uma competição internacional: a Taça Libertadores de 2026, classificando-o como "Uruguai 4".

## Regulamento
A edição de 2025 concede 16 vagas para clubes profissionais filiados à AUF, sendo 10 vagas para a Primeira Divisão e 6 para a Segunda Divisão. Além disso, 6 equipes amadoras se juntam para completar as 22 vagas destinadas a clubes da AUF: 4 da Terceira Divisão (Primera División Amateur/Divisional C) e 2 da Quarta Divisão (Divisional D). Os classificados foram definidos de acordo com a colocação na Tabela Anual da temporada de 2025. Os times da Primeira Divisão foram definidos ao término do Torneio Intermedio, os da Segunda Divisão após a conclusão do primeiro turno da Fase Regular, e os da Terceira Divisão após o encerramento do Torneio Apertura.
Pela Organização do Futebol do Interior (OFI) participam os oito clubes classificados às quartas de final da Copa Nacional de Clubes de 2025, além de dois times vindos da repescagem, completando o total de 32 participantes: 16 profissionais e 16 amadores. Com os 32 clubes definidos, a Copa será disputada em sistema de eliminação direta, com chaves de jogos únicos em todas as fases.

## Participantes
Esta edição reunirá 32 equipes, englobando representantes da Primeira e Segunda Divisão Profissional (Séries A e B), da Divisional C (Série C), da Divisional D (Série D) e da Organização do Futebol do Interior (OFI).
| Origem                        | Nº de clubes | Critério de classificação                                                               |
| ----------------------------- | ------------ | --------------------------------------------------------------------------------------- |
| Primeira Divisão Profissional | 10           | Tabela Anual ao final do Torneio Intermedio de 2025                                     |
| Segunda Divisão Profissional  | 6            | Tabela Anual ao final do Torneio Intermedio de 2025                                     |
| Divisional C                  | 4            | Tabela Anual ao final do Torneio Intermedio de 2025                                     |
| Divisional D                  | 2            | 2º e 3º lugares da temporada de 2024                                                    |
| OFI                           | 10           | Quartas de final + 2 melhores perdedores das oitavas da Copa Nacional de Clubes de 2025 |
| Total                         | 32           |                                                                                         |

| Liga AUF Uruguaya | 2ª División Profesional                                               | Primera Divisional C                 | Divisional D            | OFI |
| --- | --------------------------------------------------------------------- | ------------------------------------ | ----------------------- | --- |
| Boston River Cerro Largo Defensor Sporting Juventud Liverpool Montevideo Wanderers Nacional Peñarol Plaza Colonia Racing | Albion Atenas Central Español Deportivo Maldonado Oriental Tacuarembó | Bella Vista Durazno Huracán Paysandú | Paso de la Arena Rincón | Arsenal (Salto) Atenas (Tala) Atlético Florida Libertad (San Carlos) Nacional (Nueva Helvecia) Río Negro (San José) San Carlos (Maldonado) Porongos (Trindad) Universitario (Salto) Wanderers (Durazno) |

## Jogos

### 16-avos de final
| 5 de agosto | Rincón | ― | Cerro Largo | Complejo Rentistas (Montevidéu) |  |
|             |        |   |             |                                 |  |

| 5 de agosto | Arsenal (Salto) | ― | Oriental | Estádio Juan José Vispo Mari (Salto) |  |
|             |                 |   |          |                                      |  |

| 6 de agosto | Libertad (San Carlos) | ― | Defensor Sporting | Estádio Domingo Burgueño (Maldonado) |  |
|             |                       |   |                   |                                      |  |

| 6 de agosto | Nacional (Nueva Helvecia) | ― | Central Español | Estádio Nacional (Nueva Helvecia) |  |
|             |                           |   |                 |                                   |  |

| 6 de agosto | Paysandú | ― | Albion | Parque Artigas (Paysandú) |  |
|             |          |   |        |                           |  |

| 6 de agosto | Atlético Florida | ― | Atenas | Campeones Olímpicos (Florida) |  |
|             |                  |   |        |                               |  |

| 6 de agosto | Porongos (Trindad) | ― | Deportivo Maldonado | Estádio Lavalleja (Trinidad) |  |
|             |                    |   |                     |                              |  |

| 7 de agosto | Durazno | ― | Liverpool | Estádio JP Damiani (Montevidéu) |  |
|             |         |   |           |                                 |  |

| 7 de agosto | Wanderers (Durazno) | ― | Plaza Colonia | Estádio Silvestre Landoni (Durazno) |  |
|             |                     |   |               |                                     |  |

| de agosto | Bella Vista | ― | Juventud |  |  |
|           |             |   |          |  |  |

| de agosto | San Carlos (Maldonado) | ― | Tacuarembó |  |  |
|           |                        |   |            |  |  |

| de agosto | Río Negro (San José) | ― | Peñarol |  |  |
|           |                      |   |         |  |  |

| de agosto | Atenas (Tala) | ― | Racing |  |  |
|           |               |   |        |  |  |

| de agosto | Paso de la Arena | ― | Boston River |  |  |
|           |                  |   |              |  |  |

| de agosto | Universitario (Salto) | ― | Montevideo Wanderers |  |  |
|           |                       |   |                      |  |  |

| de agosto | Huracán | ― | Nacional |  |  |
|           |         |   |          |  |  |